# Margaritaria discoidea
Margaritaria discoidea  es una especie de árbol en la familia Phyllanthaceae originales de las zonas de mayor precipitación, más cálidas de África.

## Distribución
Esta especie se distribuye desde las zonas costeras de la Provincia Oriental del Cabo, Sudáfrica, hasta el África tropical, llegando a Senegal en África occidental.

## Descripción
Es un árbol de mediana altura en situaciones forestales y fluviales, que puede crecer hasta 30 m de altura, o un arbusto o árbol pequeño en situaciones secas y más abiertas. El tallo es generalmente recto y áspero con descamación de la corteza, que es de color marrón-grisáceo en la parte superior y rojiza por debajo. Las ramas de los árboles jóvenes crecen horizontalmente desde el tallo. Las hojas son alternas y son producidas en un solo plano. Las flores masculinas y femeninas se producen en árboles separados, con los dos tipos de flores pequeñas, de color amarillo verdoso y fragantes. El fruto es una cápsula de tres lóbulos de unos 10 mm de diámetro y de color oro-marrón cuando está maduro. La parte interior de la fruta es de color metálico oscuro azul-verde; dando lugar al nombre común de Bushveld pavo real-berry.

## Propiedades

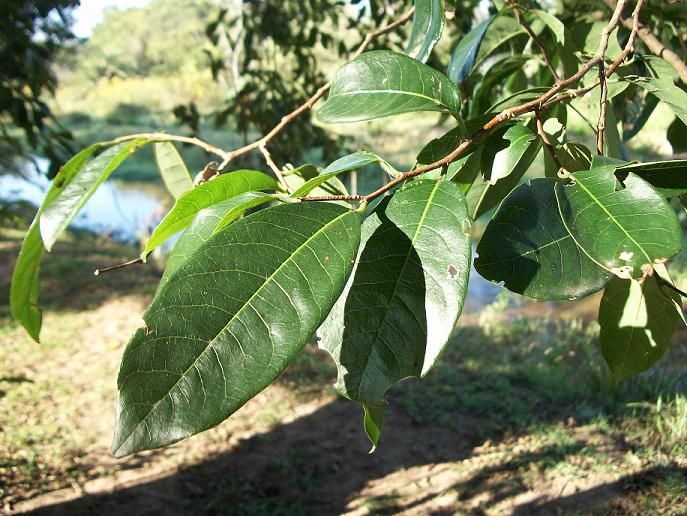
M. discoidea hojas

Estos árboles contienen muchos alcaloides incluyendo phyllochrysina (un estimulante del sistema nervioso central) y securinina. La administración oral de un extracto acuoso a diversas concentraciones no mostraron toxicidad aguda en ratas y ningún cambio adverso en el comportamiento; lo que sugiere que puede ser seguro para los usos farmacológicos. El extracto acuoso de la corteza del tronco de M. Discoidea se investigó por suspropiedades antiinflamatorias y analgésicas en modelos animales (ratas): El extracto redujo significativamente la formación de edema inducido por la carragenina y la histamina , y tenía un buen efecto analgésico, con los resultados comparables a los de la indometacina, el fármaco de referencia utilizado en el estudio.
En la medicina tradicional

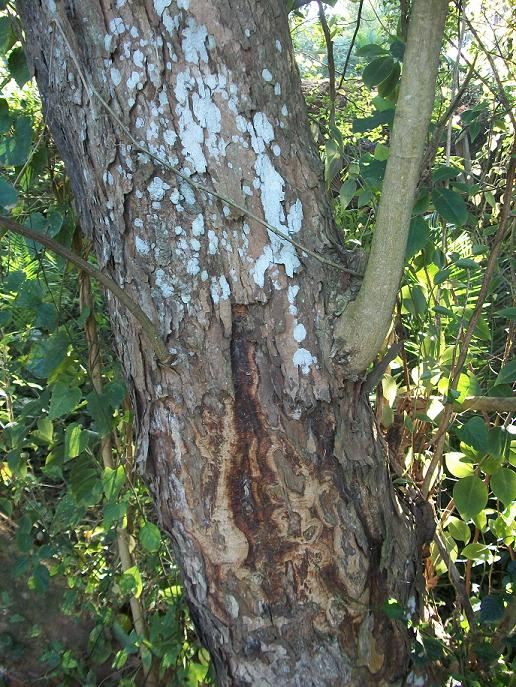
Tallo de Margaritaria discoidea at Ilanda Wilds, Sudáfrica, mostrando vieja cicatriz de la eliminación de la corteza, usada en la medicina tradicional

Estos árboles se utilizan en la medicina tradicional en África: Una hoja-decocción se toma en Costa de Marfil para la blenorrea y para el envenenamiento, mientras que en Ubangi una decocción de las raíces y hojas también se utiliza para blenorrea Un lavado de la decocción es un estimulante en caso de fatiga general. La corteza se utiliza como purgante en el África occidental y antihelmíntico en África Central. Los Fulani usan la corteza para el dolor de muelas, en la República Centroafricana una decocción se utiliza para después del parto para los dolores, y en la República del Congo para el estómago y el riñón y para facilitar el parto. En Malawi el extracto de corteza en polvo se aplica a hinchazones e inflamaciones para un alivio rápido.

## Otros usos
Como forraje
Las hojas secas se pueden utilizar como un suplemento alimenticio para las ovejas
Silvicultura y la madera
La madera es dura y resistente y los árboles crecen rápidamente a partir de semillas, lo que sugiere que esta especie puede ser adecuado para la industria agroforestal. La albura es de color amarillento y el duramen es de color rosado-blanco a marrón-rojo, dura, pesada, de textura media, no es difícil de trabajar y es adecuada para los gabinetes; termina sin problemas y de tomar un pulimento fino. La madera se puede aserrar en tablones y se utiliza para fines de construcción ordinarios. Estos árboles han sido plantados en plantaciones mixtas, con una sugerencia que puede tener un tiempo de rotación de 40 a de 60 años.
Como acaricida
Los extractos de esta planta pueden ser usados para matar las garrapatas, incluyendo Rhipicephalus appendiculatus y Amblyomma variegatum , y una aplicación de un extracto de aceite concentrado del 50%  causaron una inhibición completa de los ataques por un adulto de R. appendiculatus y A. variegatum durante al menos 4 días. Cuando se aplicó sobre las garrapatas en el ganado en el campo, el extracto de aceite de 50% indujo al 100% y 50% en la mortalidad de adultos de R. appendiculatus y A. variegatum, respectivamente, por 2 días después de la aplicación.

## Ecología
Las hojas son comidas por las larvas de la mariposa Charaxes etesipe tavetensis. Las flores son muy visitadas por las abejas y otros insectos. Las semillas son un alimento disfrutado de las pintadas y francolínes. Semillas en Kenia han atraído Tragelaphus scriptus. M. discoidea también es comido por el cefalofo de Natal.

## Taxonomía

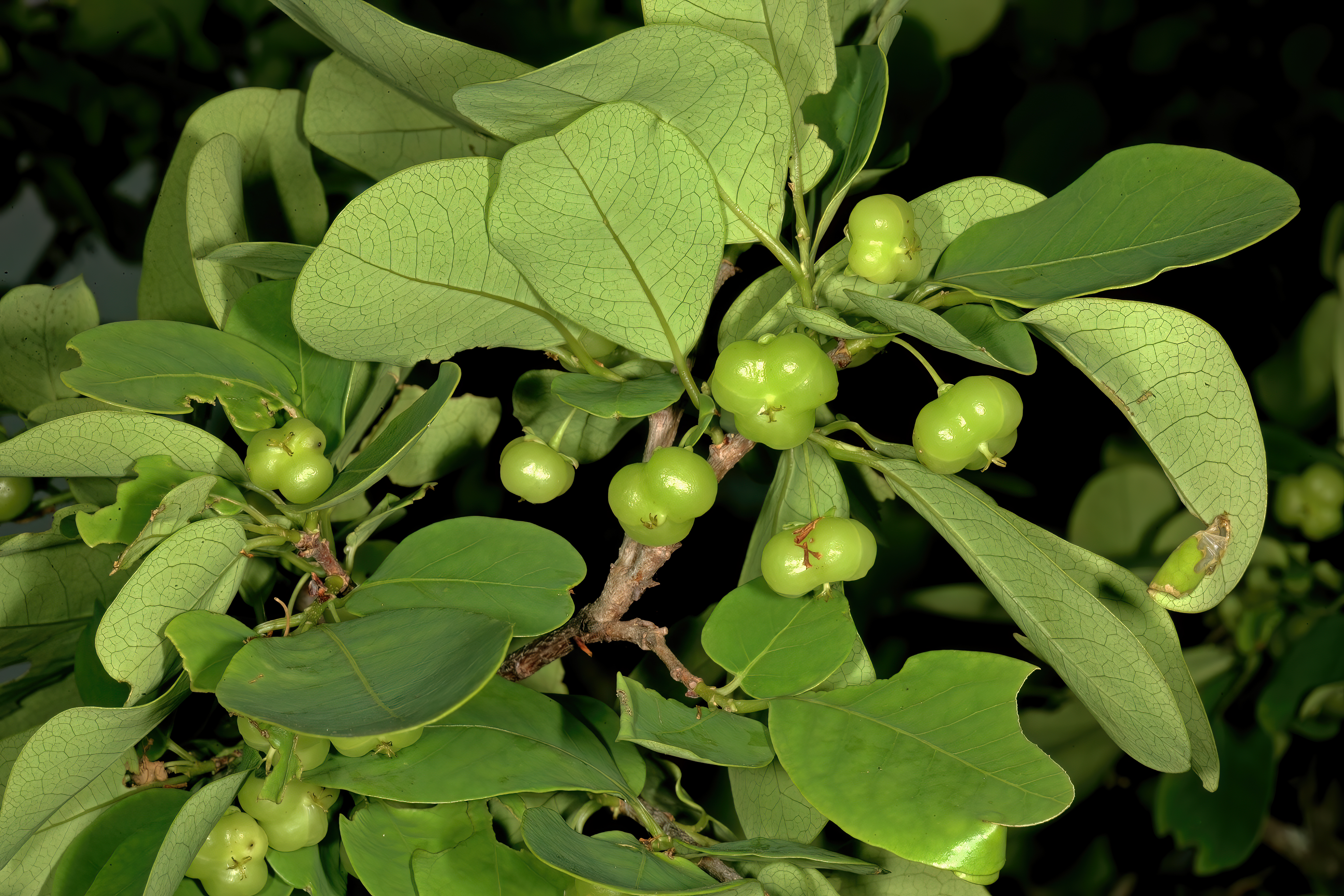
Hojas & frutas

Margaritaria discoidea fue descrita por (Baill.) G.L.Webster y publicado en Journal of the Arnold Arboretum 48: 311. 1967.
Variedades aceptadas
- Margaritaria discoidea var. fagifolia (Pax) Radcl.-Sm.
- Margaritaria discoidea var. nitida (Pax) Radcl.-Sm.
- Margaritaria discoidea var. triplosphaera Radcl.-Sm.

Sinonimia
- Cicca discoidea Baill.
- Diasperus discoideus (Baill.) Kuntze
- Flueggea klaineana Pierre ex A. Chev.
- Margaritaria discoidea var. discoidea
- Margaritaria discoidea subsp. discoidea
- Phyllanthus discoideus (Baill.) Müll.Arg.[19]
- Flueggea nitida Pax
- Phyllanthus flacourtioides Hutch.
- Flueggea bailloniana (Müll.Arg.)
- Securinega bailloniana Müll.Arg.
- Fluggea obovata Baill.
- Margaritaria obovata (Baill.) G.L.Webster
- Flueggea fagifolia Pax
- Phyllanthus amapondensis Sim[20]